# 亚南木藓
亚南木藓（学名：Macrothamnium submacrocarpum）为塔藓科南木藓属下的一个种。